# 施塔姆哈姆
施塔姆哈姆是德国巴伐利亚州的一个市镇。总面积5.68平方公里，总人口1047人，其中男性547人，女性500人（2011年12月31日），人口密度184人/平方公里。